# ديف تينانت
ديف تينانت (بالإنجليزية: Dave Tennant)‏ هو لاعب كرة قدم بريطاني في مركز حراسة المرمى، ولد في 13 يونيو 1945 في والسال في المملكة المتحدة. لعب مع نادي روتشديل ونادي كوربي تاون ونادي لينكولن سيتي ونادي والسول ونادي ووستر سيتي.